# رودگرد برنزه
رودگرد برنزه (نام علمی: Macromia annulata) نام یک گونه از سرده رودگردها است.